# Rømerova ljestvica
Rømerova ljestvica je stara temperaturna ljestvica nazvana po danskom astronomu Oleu Christensenu Römeru, koji ju je predložio 1701. godine. Rømerova ljestvica se ne bi trebala miješati s Réaumurovom.
U ovoj je skali nulta točka bila namještena na ledište rasola. Vrelište vode je uzeto kao mjera za 60 stupnjeva. Rømer je tada uočio da ledište vode pada na otprilike 7.5 stupnjeva, pa je i tu vrijednost uzeo kao fiksnu. Rømerov je stupanj bio 40/21 stupnja kelvina (ili celzija). Odabran je simbol °R, ali kako je taj simbol već bio korišten za Rankineov stupanj , preferirala se uporaba simbola °Rø. 

Postoji priča o tome kako je rømerova ljestvica osmišljena. Prema toj priči, Daniel Gabriel Fahrenheit je 1708. posjetio Romera i vidio da radi na svojoj ljestvici. Fahrenheit je zatim učetverostručio broj podjela i 1724. godine objavio svoju skalu.
Veza rømerove i fahreinheitove ljestvice:
[° ro] = ([° F] - 32) × 7 / 24 + 7,5

## Vanjske poveznice
- A Brief History of Temperature Measurement